# Ани Ленъкс
Ани Ленъкс (носител на Орден на Британската империя) е шотландска музикантка.
Началото на музикалната ѝ кариера е поставено с участието ѝ в британската поп-група „Туристс“. По-късно тя става съосновател, заедно с Дейвид Стюарт, на „Юритмикс“. Дуетът постига световна известност през 80-те години с песни като Sweet Dreams (Are Made of This) и Here Comes the Rain Again. През 90-те години започва да издава музика самостоятелно. Дебютът ѝ като солов изпълнител е албумът Diva (1992), от който се извеждат хитовете Why и Walking on Broken Glass. През 2004 г. печели Оскар и Златен глобус за Into the West, написана за саундтрака към „Властелинът на пръстените: Завръщането на краля“.
Освен в музикалната сфера, Ленъкс има изяви и като политически и социален активист. Пример в това отношение е ръководения от нея антивоенен митинг, проведен в Лондон на 3 януари 2009 г. срещу бойните действия в Газа. Освен това тя възразява срещу употребата на песента на „Юритмикс“ I Saved the World Today (Днес спасих света) в предизборна медийна агитация на израелския външен министър Ципи Ливни.
Ленъкс е считана за икона в поп културата, главно поради характерния ѝ контраалтов глас и визуалните ѝ изпълнения. Телевизия VH1 я обявява за „най-великият жив бял соул певец“, а „Ролинг Стоун“ намира място за нея в класацията „100-те най-велики певци за всички времена“. Ленъкс е една от най-успешните жени музиканти във Великобритания, което се дължи на световния ѝ успех от началото на 80-те години насам.

## Дискография

### Студийни албуми
- 1992 – Diva
- 1995 – Medusa
- 2003 – Bare
- 2007 – Songs of Mass Destruction
- 2010 – A Christmas Cornucopia
- 2015 – Nostalgia

### Компилации
- 2009 – The Annie Lennox Collection

### Сингли
- 1988 – Put a Little Love in Your Heart
- 1992 – Why
- 1992 – Precious
- 1992 – Walking on Broken Glass
- 1992 – Cold
- 1993 – Little Bird
- 1993 – Love Song for a Vampire
- 1995 – No More I Love You's
- 1995 – A Whiter Shade of Pale
- 1995 – Waiting in Vain
- 1995 – Something So Right
- 2003 – Pavement Cracks
- 2003 – Into the West
- 2004 – A Thousand Beautiful Things
- 2004 – Wonderful
- 2007 – Dark Road
- 2007 – Sing
- 2008 – Many Rivers to Cross
- 2009 – Shining Light
- 2009 – Pattern of My Life
- 2010 – Universal Child
- 2010 – God Rest Ye Merry Gentlemen

## Видеоклипове
| Видеоклип                       | Премиера | Албум                       |
| ------------------------------- | -------- | --------------------------- |
| Put a little love in your heart | 1988     | –                           |
| Ev'ry time we say goodbye       | 1990     | –                           |
| Why                             | 1992     | Diva                        |
| Legend in my living room        | 1992     | Diva                        |
| Precious                        | 1992     | Diva                        |
| Money can't buy it              | 1992     | Diva                        |
| Cold                            | 1992     | Diva                        |
| Primitive                       | 1992     | Diva                        |
| The gift                        | 1992     | Diva                        |
| Walking on broken glass         | 1992     | Diva                        |
| Keep young and beautiful        | 1992     | Diva                        |
| Little bird                     | 1993     | Diva                        |
| Love song for a vampire         | 1993     | –                           |
| No more I love you's            | 1995     | Medusa                      |
| A whiter shade of pale          | 1995     | Medusa                      |
| Waiting in vain                 | 1995     | Medusa                      |
| Something so right              | 1995     | Medusa                      |
| A thousand beautiful things     | 2003     | Bare                        |
| Dark road                       | 2007     | Songs of mass destruction   |
| Sing                            | 2007     | Songs of mass destruction   |
| Pavement cracks                 | 2008     | Bare                        |
| Shining light                   | 2009     | The Annie Lennox collection |
| Pattern of my life              | 2009     | The Annie Lennox collection |
| Full steam                      | 2009     | The Annie Lennox collection |
| God rest ye merry gentlemen     | 2010     | A Christmas cornucopia      |